# فضاء وحيد البعد

مستقيم الأعداد

فضاء أحادي البعد أو فضاء أحادي البعد 1D هو مستقيم لا نهاية له، يتكون هذا المستقيم من عدد لا منتهٍ من نقط صفرية الأبعاد.
وإذا وجد كائن وحيد البعد فان زاوية رؤيته ستكون نقطية، أي أنه لن يرى سوى نقطة، وأيضا إذا امتلكنا مصدر ضوء في العالم أحادي الأبعاد فإن الأجسام المنتمية إليه ستترك ظلا على شكل نقطة.